# Шевич, Дмитрий Егорович
Дмитрий Егорович Шевич (1839—1906) — русский дипломат; посол России в Японии (1886—1892), Португалии (1892—1896), Испании (1896—1905).

## Биография
Происходил из дворянского рода Шевичей. Сын полковника Егора Ивановича Шевича (1808—1849) от его брака с фрейлиной графиней Лидией Дмитриевной Блудовой (1815—1882). Внук председателя Комитета министров Д. Н. Блудова и генерала И. Е. Шевича.
Окончил Пажеский корпус (1858). С 25 января 1860 года служил в Министерстве иностранных дел. С 1862 года — камер-юнкер, с 1873 — камергер.
Состоял при миссиях в Неаполе (с 1860, сверх штата) и Риме (с 1862), младший секретарь миссий в Вюртемберге (с 1863) и Швеции (с 1867). Далее состоял при миссии во Флоренции и исправлял должность вице-консула в Неаполе (1870—1872); в 1872 году — старший секретарь миссии в Риме, с 1883 года — советник посольства в Риме.
Закончил дипломатическую карьеру в чине тайного советника (с 17.04.1894). За службу был удостоен ряда российских орденов до ордена Александра Невского (17.04.1905) включительно, а также орденов Италии, Черногории, Японии, Португалии и Испании.
В 1905 году был назначен членом Государственного совета.
Скончался в Версале и был похоронен на русском кладбище в Висбадене.
От брака (с 22 мая 1887 года) с графиней Верой Фёдоровной фон Менгден (1840—15.01.1913) детей не имел. После свадьбы усыновил Веру Свербееву (1867 — после 1913), дочь Веры Фёдоровны, по официальной версии, от первого брака с А. Д. Свербеевым. Ей было разрешено 21.10.1887 году принять фамилию приёмного отца и вступить во все права и преимущества законных детей. Вера Фёдоровна Шевич умерла от болезни сердца в Сан-Ремо и была похоронена рядом с мужем в Висбадене.